# Kyoko Hamaguchi
Kyoko Hamaguchi, född den 11 januari 1978 i Taito, Tokyo, är en japansk brottare som tog OS-brons i tungviktsbrottning i damklassen 2004 i Aten och igen vid OS 2008 i Peking.  